# Hiéroglyphe égyptien S4
La Decheret et corbeille, en hiéroglyphes égyptiens, sont classifiées dans la section S « Couronnes, vêtements, sceptres, etc. » de la liste de Gardiner ; cet hiéroglyphe y est noté S4.

## Représentation
Il représente la couronne rouge Decheret de Basse-Égypte (hiéroglyphe égyptien S3) sur une corbeille (hiéroglyphe égyptien V30). Il est translittéré n.

## Utilisation
C'est un déterminatif du champ lexical de la couronne rouge.
C'est un caractère unilitère de valeur n.

## Exemples de mots
| wr · r | t | S4 |

| wr · r | t | S4 |

| b | i | t | S4 |

| b | i | t | S4 |

| n · t | S4 |

| n · t | S4 |